# Scathophaga gigantea
Scathophaga gigantea är en tvåvingeart som först beskrevs av Aldrich 1932.  Scathophaga gigantea ingår i släktet Scathophaga och familjen kolvflugor. Inga underarter finns listade i Catalogue of Life.